# Исковецкий сельский совет (Лубенский район)
Исковецкий сельский совет (укр. Ісковецька сільська рада) — входит в состав
Лубенского района
Полтавской области
Украины.
Административный центр сельского совета находится в 
с. Исковцы.

## Населённые пункты совета
- с. Исковцы
- с. Пулинцы